# Jordi Lluís de Berghes
Jordi Lluís de Berghes (5 de setembre de 1662 a Brussel·les – 5 de desembre de 1743 a Lieja) era príncep-bisbe del principat de Lieja de 1724 fins a la seva mort.
Va abandonar una carrera de militar al servei d'Espanya per a seguir la seva vocació religiosa. El 1695 va entrar al capítol de la catedral de Sant Lambert de Lieja. La seva elecció com príncep-bisbe va ser la primera ruptura amb la línia dels Wittelsbach de Baviera que ja governava el principat des de 1581. Tot i haver-hi un concurrent, Climent August de Baviera, el capítol ja n'hi havia prou d'un príncep sempre absent que considerava el principat com una prebenda fàcil i va preferir elegir un home del país.
El 1727 va voler crear un hospital general com a resposta a la misèria endèmica. Després d'un incendi el 1734 del palau dels prínceps-bisbes, va fer reconstruir-lo en estil neoclàssic i que va romandre fins avui. A la seva mort, va llegar la seva fortuna d'1 300 000 de florins «als seus germans, els pobres de la ciutat».